# Sphaerodactylus dunni
Sphaerodactylus dunni — вид геконоподібних ящірок родини Sphaerodactylidae. Ендемік Гондурасу. Вид названий на честь американського герпетолога Еммерета Ріда Данна.

## Поширення і екологія
Sphaerodactylus dunni широко поширені на півночі Гондурасу. Вони живуть в густих вологих і сухих рівнинних тропічних лісах, серед опалого листя. Зустрічаються на висоті від 60 до 700 м над рівнем моря. Ведуть денний, наземний спосіб життя. Відкладають яйця.